# Spencerport
Spencerport è un villaggio (village) degli Stati Uniti d'America della contea di Monroe nello Stato di New York. La popolazione era di 3 601 abitanti al censimento del 2010. È un sobborgo di Rochester.
Il villaggio di Spencerport si trova all'interno del comune di Ogden e si trova sul canale di Erie.
Lo Spencerport Airpark (D91) è un aeroporto di aeronautica generale sull'erba a sud del villaggio.

## Geografia fisica
Secondo lo United States Census Bureau, ha un'area totale di 1,5 mi² (3,88 km²).

## Storia
Nel 1804, Daniel Spencer comprò una fattoria circa 1 1⁄2 miglia (2,4 km) a nord di Ogden Center. Quando il canale di Erie fu aperto, la fattoria, attraverso la quale il canale passa sulla Canawaugus Road, venne venduta per creare i primi lotti del villaggio. Come porto sul canale, l'area era chiamata Spencer's Basin e infine Spencerport.
Il 22 aprile 1867, la legislatura dello Stato di New York incorporò Spencerport come villaggio e William Slayton fu eletto come primo sindaco.

## Società

### Evoluzione demografica
Secondo il censimento del 2010, la popolazione era di 3 601 abitanti.

### Etnie e minoranze straniere
Secondo il censimento del 2010, la composizione etnica del villaggio era formata dal 95,3% di bianchi, l'1,7% di afroamericani, lo 0,3% di nativi americani, lo 0,6% di asiatici, lo 0,0% di oceanici, lo 0,6% di altre razze, e l'1,6% di due o più etnie. Ispanici o latinos di qualunque razza erano il 3,0% della popolazione.